# Entwicklungsland
Als Entwicklungsland wird ein Land bezeichnet, in dem die Mehrzahl der Bewohner hinsichtlich der wirtschaftlichen und sozialen Bedingungen einen messbar relativ niedrigen Lebensstandard hat. Dies äußert sich vor allem durch eine schlechte Versorgungslage bei Nahrungsmitteln und Konsumgütern, Armut, Unterernährung und Hunger, Einschränkungen bei der Gesundheitsversorgung, eine hohe Kindersterblichkeitsrate und eine geringe Lebenserwartung, mangelhafte Bildungsmöglichkeiten, eine hohe Analphabeten- und Arbeitslosenquote.
Welches Land als Entwicklungsland einzustufen ist oder nicht, hängt vom Maßstab ab, an dem man die Entwicklung eines Landes misst (siehe Abschnitt Gemeinsame Merkmale der Entwicklungsländer).
Der Begriff „Entwicklungsland“ entstammt der Fach- und Alltagssprache der Entwicklungspolitik und genießt hohe Bekanntheit. Eine allgemein anerkannte Definition existiert – trotz vieler Ansätze – nicht.

## Allgemeiner Sprachgebrauch
Für den Begriff „Entwicklungsland“ gibt es eine Vielzahl Synonyme, wie „Dritte Welt“ oder „Vierte Welt“, „Globaler Süden“ oder „Trikont“. Diese Begriffe sind – ebenso wie „Entwicklungsland“ – teilweise umstritten und werden von einigen Fachleuten abgelehnt.
„Entwicklung“ gelte als Kernkonzept der modernen Welt, das eine quasi naturgesetzliche Veränderung zu einem angeblich besseren Endzustand suggeriere. Die moderne Ethnologie zweifelt jedoch an, dass ein solcher zielgerichteter Prozess (siehe Evolutionismus) existiert. So nutzten zum Beispiel Jäger und Sammler ihre Ressourcen höchst effizient und nachhaltig; sie genössen eine ihnen eigene Form des Wohlstandes. Auch traditionelle Subsistenzwirtschaften, die ihre Mitglieder mit allen lebensnotwendigen Dingen aus eigener Herstellung selbst versorgen, seien nicht „unterentwickelt“, sondern lediglich anders strukturiert.
Aus ökonomischer Sicht wenden Kritiker des Begriffs „Entwicklungsland“ beispielsweise ein, dass er einen Prozess suggeriere, der manchmal gar nicht stattfinde – oder auch nicht stattfinden müsse: nämlich Entwicklung. Einer der prominentesten Kritiker aus diesem Lager ist der schwedische Ökonom Gunnar Myrdal. Auch der umgangssprachliche Begriff „Hungerland“ werde in den Medien bei der Veranschaulichung einer Berichterstattung über Hungersnöte in Entwicklungsländern genutzt, ohne dass diesem Ausdruck eine Definition zugrunde liegen könne.
Nicht mehr gebräuchlich sind: „unterentwickelte Länder“ (underdeveloped countries), „rückständige Länder“ (backward countries) oder „nicht-entwickelte Länder“ (undeveloped countries). Diese Begriffe erschienen zum ersten Mal im UNO-Programm von 1949, sind jedoch stark wertbehaftet und können von den Bewohnern der betroffenen Länder als verletzend empfunden werden. Sie werden deshalb von UNO und Weltbank nicht mehr verwendet. Gelegentlich werden derartige Begriffe absichtlich genutzt, um Probleme deutlich anzusprechen und Euphemismen zu vermeiden.

### Internationale und nationale Sprachregelungen
International gibt es keine eindeutige Sprachregelung. So wurde zum Beispiel infolge einer UN-Vollversammlung im Jahr 1971 die am wenigsten entwickelten Länder (LLDCs) von den weniger entwickelten Ländern (Less Developed Countries, kurz: LDCs) unterschieden. Nicht alle UN-Organisationen unterscheiden jedoch zwischen den beiden Gruppen.
Im deutschen Sprachgebrauch besteht das Problem der Übersetzbarkeit der Begriffe. Der umständliche Ausdruck „weniger entwickelte Länder“ hat sich daher nicht durchgesetzt. So verwendet das Bundesministerium für wirtschaftliche Zusammenarbeit und Entwicklung (BMZ) entweder den englischsprachigen Begriff „LDC“ oder den deutschen unbestimmten Begriff „Entwicklungsland“. Auch macht das BMZ keinen Unterschied zwischen LDC und LLDC und kürzt die Least Developed Countries mit LDC ab. Die DEZA (Direktion für Entwicklung und Zusammenarbeit; eine Bundesbehörde der Schweiz; dem Außenministerium (EDA) unterstellt) verwendet neben dem Begriff „Entwicklungsland“ auch den Begriff „Partnerland“.

### Der Ausdruck Nord-Süd
Der Ausdruck „Nord-Süd“ wird auch von Entwicklungsländern selbst benutzt. Der Ausdruck „Nord-Süd-Beziehungen“ hat als Ersatz für den Begriff „Entwicklungspolitik“ zugenommen. Das BMZ verwendet beispielsweise diese Bezeichnung. Sie gilt als wertfrei bzw. als politisch korrekt. Der Begriff impliziert nicht, dass Entwicklungsländer zwangsläufig auf der südlichen Halbkugel liegen.

### Industriestaaten und Nicht-Industriestaaten
Mit „Industriestaaten“ versucht man industrialisierte Staaten sprachlich abzugrenzen von Entwicklungsländern. Die historische Industrialisierung Europas lässt sich nicht mit den Prozessen vergleichen, die heute in den Entwicklungsländern stattfinden.
Einige industrialisierte, ehemalige sozialistische Länder (Länder des ehemaligen Ostblocks) sind bis heute durch ihre industrielle Vergangenheit geprägt, in anderen (z. B. Tschechien und Slowakei) hat ein starker industrieller Wandel stattgefunden (u. a. Modernisierung, Reduktion einiger Industriezweige).
Der Anteil des Industriesektors am Bruttonationaleinkommen ist in vielen Industriestaaten heute geringer als der des Dienstleistungssektors (sie werden aber nicht als „Dienstleistungsstaaten“ bezeichnet). Zum Beispiel gilt Großbritannien als relativ de-industrialisiert (z. B. gab es dort ein langanhaltendes Werftensterben und Zechensterben); dies trägt dazu bei, dass das Land seit vielen Jahren ein großes Handelsbilanz-Defizit und eine hohe jährliche Netto-Neuverschuldung des Staates hat (siehe Vereinigtes Königreich#Staatshaushalt, Wirtschaft des Vereinigten Königreichs (Kennzahlen oben rechts)).

### Der Begriff Dritte Welt
Der Begriff „Dritte Welt“ stammt aus den 1950er Jahren und bezeichnete zunächst, analog zum Begriff Dritter Stand, den Zustand, dass die Mehrheit der Weltbevölkerung politisch weitgehend rechtlos war. Dann definierten sich die Blockfreien Staaten als Dritte Welt, die sich nicht durch den Ost-West-Konflikt ideologisch vereinnahmen lassen wollte.
Zu Beginn der 1980er Jahre (also einige Jahre vor dem Ende des Ost-West-Konfliktes und auf einem Höhepunkt des Kalten Krieges) wurde vorgeschlagen, den Begriff „Dritte Welt“ nicht mehr zu verwenden. Ulrich Menzel schrieb in seinem 1992 veröffentlichten Buch Ende der Dritten Welt, die Zweite Welt sei verschwunden; deshalb könne keine Dritte Welt mehr existieren. Viele ehemalige „Dritte-Welt-Gruppen“ nannten sich daraufhin „Eine-Welt-Gruppen“. Das BMZ verwendet den Begriff „Dritte Welt“ kaum noch; in der Alltagssprache wird der Begriff weiterhin verwendet.

### Reich und arm
Die Begriffe „reich“ und „arm“ definieren den Entwicklungszustand und den allgemeinen Lebensstandard eines Landes nur unzureichend. Sie finden ihre Verwendung eher in Verbindung mit dem Vermögen von Einzelpersonen. So gibt es Armut auch in Ländern mit hohem Durchschnittseinkommen (beispielsweise in Deutschland oder der Schweiz) und Reichtum in Entwicklungsländern (zum Beispiel in den ölexportierenden Staaten). Besser als das Durchschnittseinkommen ist das Mittlere Einkommen geeignet, etwas über die gesellschaftliche Entwicklung auszusagen. Ähnliches gilt für das Mittlere Vermögen. Wichtige Faktoren sind zudem die Einkommensverteilung und die Vermögensverteilung.

### Bildung und Entwicklung
Manche Forscher der Entwicklungsökonomie wie der Nobelpreisträger Theodore W. Schultz haben entdeckt, dass ein Landwirt, der schreiben und lesen kann, in Entwicklungsländern produktiver ist als ein Analphabet. Daher befürworteten sie die Investition in Humankapital (Bildung, Gesundheit etc.) als wirksames Mittel für die Entwicklung. Andere, wie Mohammed Tamim, sind der Meinung, dass die Entwicklungsländer sich seit der industriellen Revolution im 19. Jahrhundert in einer langen Übergangsphase von traditionellen Lebensarten hin zu einer modernen Lebensart befinden (sozialer, wirtschaftlicher und demographischer Kulturübergang) und dass Entwicklung allein am Bildungsniveau (von der Grundschule bis zur Universität) messbar ist. Daher könne der von Walt Whitman Rostow beschriebene „Take-Off“ in einem Land stattfinden, sobald dessen Bevölkerung über ein ausreichendes Bildungsniveau verfügt. Wo das Bildungsniveau hoch ist, ist auch das Entwicklungsniveau hoch. Viele Forscher sehen darin eine Kausalität. Auch ein weiterer Zusammenhang – das Bildungsniveau ist umgekehrt proportional zum Bevölkerungswachstum – wird von vielen für kausal gehalten.
Walt Whitman Rostow veröffentlichte 1960 das Buch The Stages of Economic Growth: A Noncommunist Manifesto. Seine Inhalte und Thesen sind zusammenfassend auch als Take-Off-Modell bekannt. Darin beschreibt Rostow eine Abfolge von fünf Stufen der ökonomischen Entwicklung. Diese Entwicklung werde von jedem einzelnen Staat durchlaufen; sie zeige (trotz gewisser Abweichungen, Unterschiede oder Verzögerungen von Fall zu Fall) immer einen grundsätzlich gleichen Verlauf. Rostows Modell basiert auf Daten zu historischen Wirtschaftsentwicklungen, vor allem in Europa und den USA. Die Entwicklungsländer befinden sich – in der Terminologie dieses Modells – in Phase drei, dem „Take-off“. Die Phasen drei, vier und fünf setzen ein gewisses Bildungsniveau der Bevölkerung eines Landes voraus.

## Strukturelle Probleme der Entwicklungsländer und ihre Ursachen
Strukturelle Probleme wirken grundsätzlich über längeren Zeitraum und äußern sich in Vernetzung bestimmter Phänomene. Mit Strukturen sind Basiselemente und Wirkungszusammenhänge gemeint, welche interne Vorgänge und Reaktionsweisen eines Systems prägen.
In der Regel sind für strukturelle Probleme der Entwicklungsländer viele verschiedene Faktoren verantwortlich. Zu den Ursachen dieser strukturellen Probleme und des relativ geringen Entwicklungsniveaus in den betroffenen Ländern existieren eine Vielzahl von Entwicklungstheorien. Die meisten Theorien betonen dabei entweder stärker die endogenen (vom betreffenden Land selbst verursachten) oder die exogenen (extern verursachten) Faktoren. Ziel der Entwicklungspolitik ist, diese strukturellen Probleme zu beseitigen.

### Strukturelle Probleme und ihre Wirkungszusammenhänge

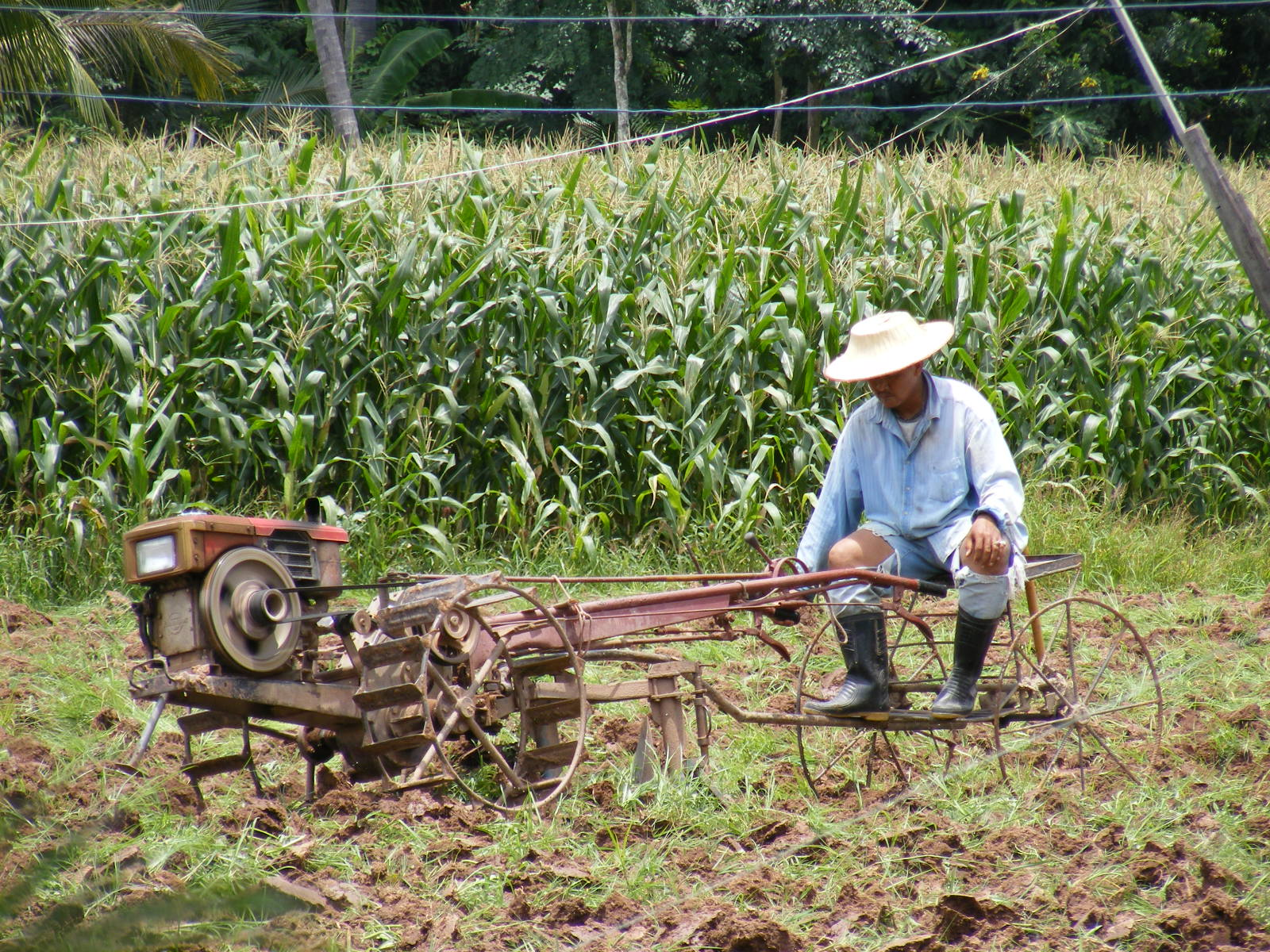
Thailändischer Bauer bei der Arbeit. Ein (multifunktioneller) Einachsschlepper ist oft das einzig leistbare Motorgerät in der Landwirtschaft

Charakteristisch für Entwicklungsländer ist die oft unzureichende Fähigkeit, die eigene Bevölkerung mit lebensnotwendigen Gütern und Dienstleistungen zu versorgen; mit anderen Worten: ihr ein menschenwürdiges Leben zu ermöglichen. In diesem Zusammenhang hat beispielsweise die Weltbank nachgewiesen, dass die Mehrheit der lateinamerikanischen Staaten bereits durch geringe Umverteilung des dort vorhandenen Reichtums in der Lage wäre, die Massenarmut zu überwinden. Hier handelt es sich also nicht um ein Produktionsproblem, sondern um ein politisches Strukturproblem.
Strukturelle Probleme müssen aber nicht zwangsläufig politischer Natur sein, sondern können auch in anderen Bereichen bestehen (Wirtschaft, Gesellschaft, Umwelt etc.). So führt die Unterversorgung der Bevölkerung zu Armut, Hunger und dadurch zu geringerer Produktivität. Dies hat eine noch schlechtere Versorgungslage zur Folge. Chronische Unterernährung hemmt darüber hinaus (vor allem bei Kindern) die geistige und körperliche Entwicklung. Dadurch ist ihre Fähigkeit eingeschränkt, durch Kreativität oder Produktivität ihre eigene Situation zu verbessern, also sich zu entwickeln.
Ein anderes strukturelles Problem ist die Diskriminierung von Frauen, was in den letzten Jahren vermehrt als grundlegende Ursache der Probleme der Entwicklungsländer erkannt wurde.
Ebenso gravierend kann sich schnelles Bevölkerungswachstum auf bereits vorhandene Entwicklungsprobleme auswirken. Wenn das Wirtschaftswachstum mit dem Bevölkerungswachstum nicht mehr Schritt halten kann, kommt es zum Beispiel in Städten zu Slumbildung und Arbeitslosigkeit sowie im ländlichen Raum zu Ernährungsproblemen und unangemessener Landnutzung (einhergehend mit schweren ökologischen Schäden).

### Auswirkungen von Erdölkrisen auf Entwicklungsländer
Die Ölkrise von 1973 führte zu einer Preisexplosion des Erdöls. Ölimportierende Entwicklungsländer konnten die dadurch entstehenden Verluste nicht ausgleichen und wurden in ihrer Entwicklung gebremst oder zurückgeworfen. Allgemein sind Entwicklungsländer durch Erdölkrisen stärker betroffen als Industrieländer.

## Gemeinsame Merkmale der Entwicklungsländer
Unter den Merkmalen versteht man die Symptome der strukturellen Probleme.
Seit den 50er-Jahren gibt es schon die sogenannten „Merkmalslisten“, welche die zentralen Entwicklungsprobleme aufzulisten versuchen. Es ist umstritten mit welchen gemeinsamen Merkmalen die Entwicklungsländer beschrieben werden können, sollte es solche gemeinsamen Merkmale überhaupt geben. Die Kritik an einem Merkmalskatalog für Entwicklungsländer basiert vor allem auf der Tatsache, dass die Gemeinsamkeiten zweier Entwicklungsländer in Bezug auf diesen Merkmalskatalog nicht zwangsläufig größer sein müssen als zwischen einem Entwicklungsland und einem Industrieland. Auch bei einzelnen Industrieländern können die in der Liste aufgeführten Merkmale beobachtet werden. Deshalb wirft die Klassifizierung von Entwicklungsländern anhand von schematisierten Merkmalen immer wieder Fragen auf, da die verschiedenen Merkmale und ihre relative Bedeutung kontrovers diskutiert werden. Darüber hinaus bestehen zwischen den genannten Punkten Wechselwirkungen.

### Ökonomische Merkmale

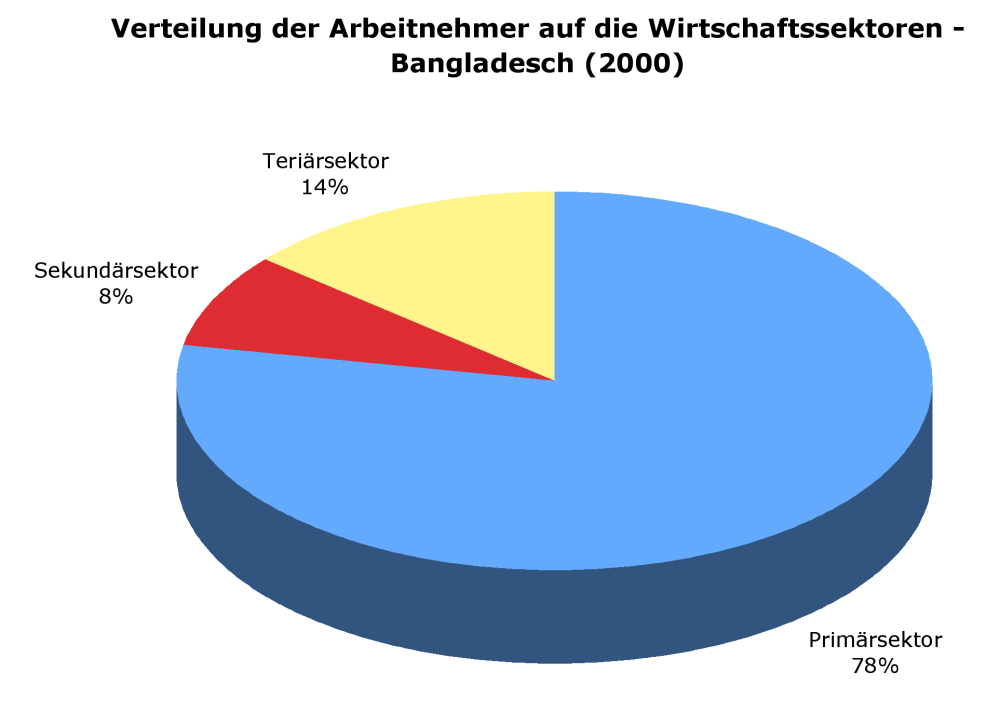
Verteilung der Arbeitnehmer auf die Wirtschaftssektoren – Bangladesch (2000)

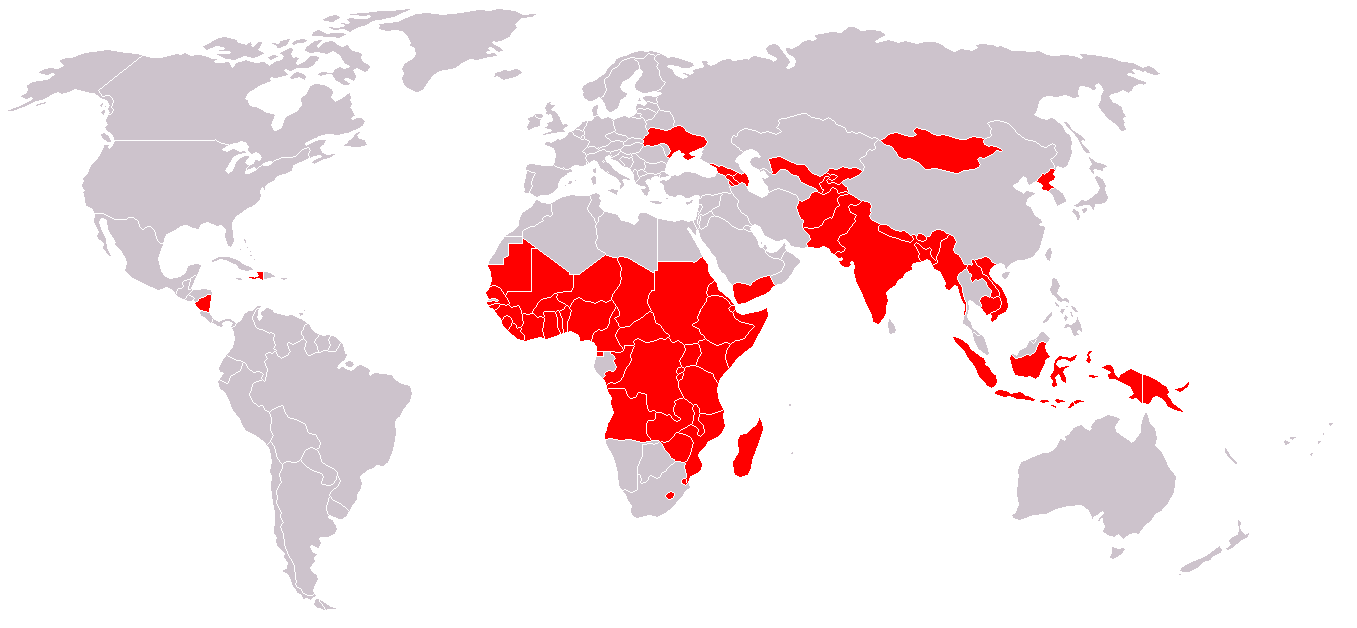
Die ärmsten Staaten der Welt: Low-Income-Countries (LIC) (Einkommen/Einwohner unter 745 US$), Quelle: Weltbank 2001

Ein großer Teil der ökonomischen Merkmale entsteht als direkte Folge der geringen Wertschöpfung in den Entwicklungsländern. So ist meist ein hoher Anteil der Bevölkerung in den Entwicklungsländern im primären Sektor tätig, wo volkswirtschaftlich keine große Wertsteigerung erzielt wird. Die einseitige Exportpalette (z. B. landwirtschaftliche Güter oder Bodenschätze) und die außenwirtschaftliche Ausrichtung auf die Industrieländer wurzelt auch in der kolonialen Vergangenheit.
Andere ökonomische Merkmale sind:
- geringes Pro-Kopf-Einkommen
- extrem ungleiche Einkommens- und Vermögensverteilung (gemessen durch den Gini-Koeffizient)
- niedrige Spar- und Investitionstätigkeit
- bedeutende Rolle des primären und des informellen Sektors
- passive Handelsbilanz
- einseitige Exportpalette
- außenwirtschaftliche Ausrichtung auf die Industrieländer
- schlechtes reales Austauschverhältnis (Terms of Trade)
- hohe Auslandsverschuldung
- Kapitalflucht
- starke regionale Disparitäten zwischen Zentrum und Peripherie
- hohe Arbeitslosigkeit
- unzureichende Infrastruktur

### Ökologische Merkmale

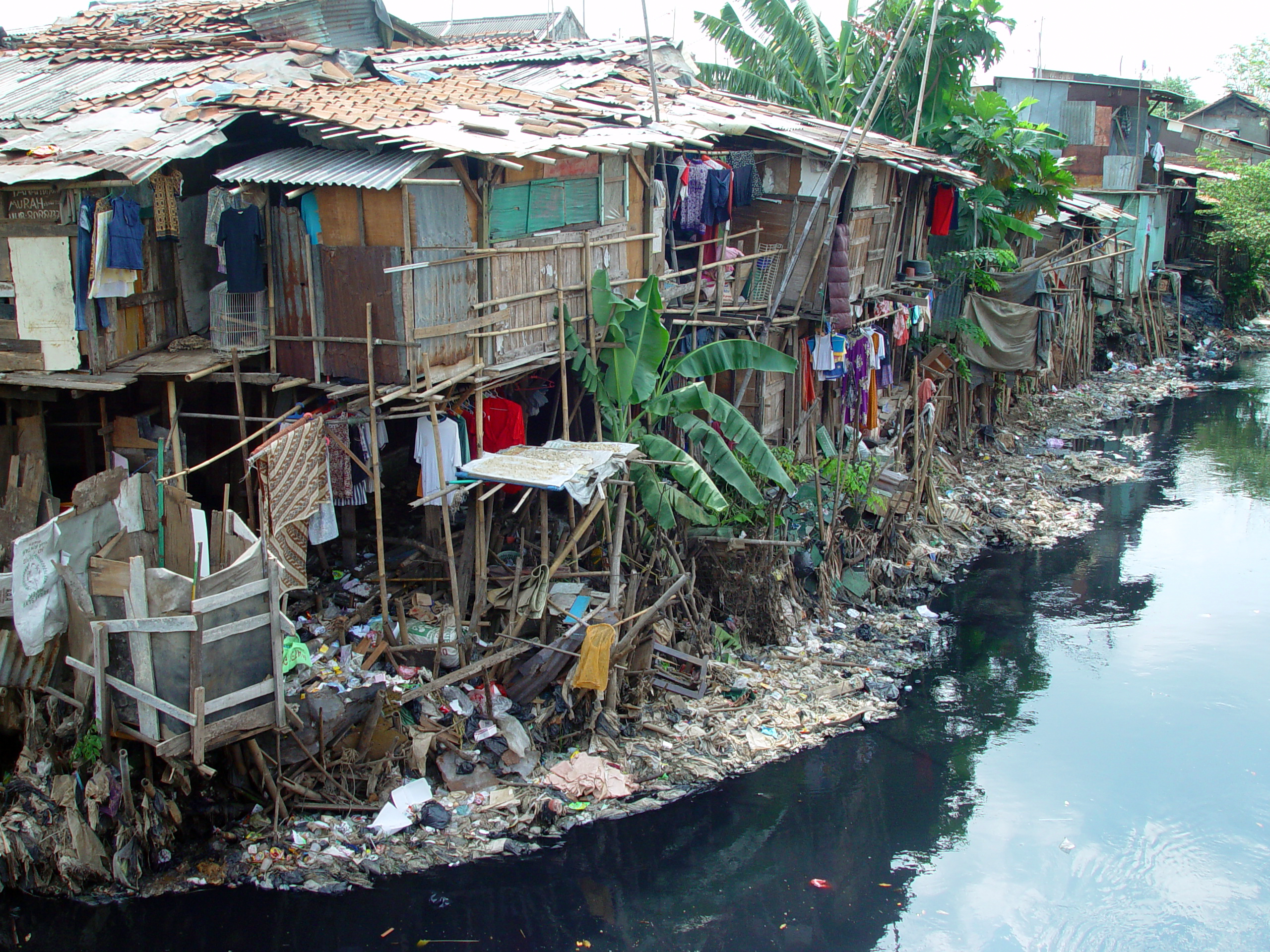
Informelle Siedlungen in der Nähe einer Mülldeponie in Cipinang, Jakarta Indonesien

In Entwicklungsländern treten besonders häufig ökologische Probleme auf. So kommen das Umweltprogramm der Vereinten Nationen (UNEP) und das World Watch Institute zu dem Schluss, dass in den Entwicklungsländern 90 % des weltweiten Artensterbens, der Bodenerosion und der Waldrodung stattfinden. Da Entwicklungsländer typischerweise stark auf ihre natürlichen Ressourcen als Wirtschaftsgrundlage angewiesen sind, werden sie von Umweltkrisen besonders hart getroffen. Insbesondere bei globalen Umweltkrisen ist auch Rolle und Verantwortung der Industrieländer mit zu betrachten. Die Debatte um das Kyoto-Protokoll ist ein aktuelles Beispiel dafür.
Gravierende ökologische Merkmale sind:
- Umweltzerstörung durch unkontrollierte Verstädterung
- Bodendegradation (z. B. Versalzung)
- Desertifikation
- Bedrohung der Biodiversität
- Vernichtung der Tropenwälder
- Grundwasserbelastungen durch unzureichende Umweltstandards
- Gesundheitsgefährdende Luftverschmutzung in Ballungsgebieten

### Demographische Merkmale

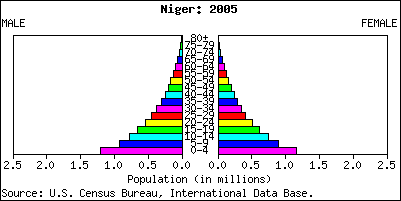
Bevölkerungspyramide von Niger (2005) – typische Form für ein Entwicklungsland, viele Kinder, niedrige Lebenserwartung

Die derzeitige Entwicklung von Sterbe- und Geburtenrate, die in vielen Entwicklungsländern zu beobachten ist, lässt sich mit der frühen Phase des Modells des demographischen Übergangs vergleichen. Das bedeutet, dass ihre Bevölkerungsdynamik sich durch eine hohe Geburtenrate und eine hohe, jedoch stark rückläufige Sterberate (zum Beispiel durch bessere medizinische Versorgung) charakterisieren lässt. Dies führt zu einem starken und oft unkontrollierbaren Bevölkerungswachstum, welches mit einer extremen Verjüngung der Bevölkerungsstruktur einhergeht. Im Vergleich zum Verlauf des demographischen Übergangs in den heutigen Industrieländern, der mit der Industrialisierung einsetzte, dürfte sich die transformative Phase in den Entwicklungsländern durch noch stärker sinkende Sterberaten auszeichnen, da diese auf bereits bekanntes medizinisches Wissen zurückgreifen können.
Pandemien der Moderne (z. B. AIDS), die sich in einigen Entwicklungsländern stark verbreitet haben (in Botswana sind etwa 40 % der Erwachsenen mit HIV infiziert), können diese Entwicklung hingegen konterkarieren (vereiteln) und die Sterberaten ansteigen lassen. In solch einem Fall besitzt die Bevölkerungspyramide die Form einer Sanduhr. Besonders betroffen ist davon der wirtschaftlich aktivste Teil der Bevölkerung, sodass wiederum die wirtschaftliche Leistungsfähigkeit des Landes gemindert ist.
Demographische Merkmale sind:
- hohe Geburtenrate
- hohe, aber abnehmende Säuglings- und Kindersterblichkeit
- hohes Bevölkerungswachstum
- geringe durchschnittliche Lebenserwartung
- grenzüberschreitende Migration
- unkontrollierte Binnenmigration

### Volksgesundheitliche Merkmale

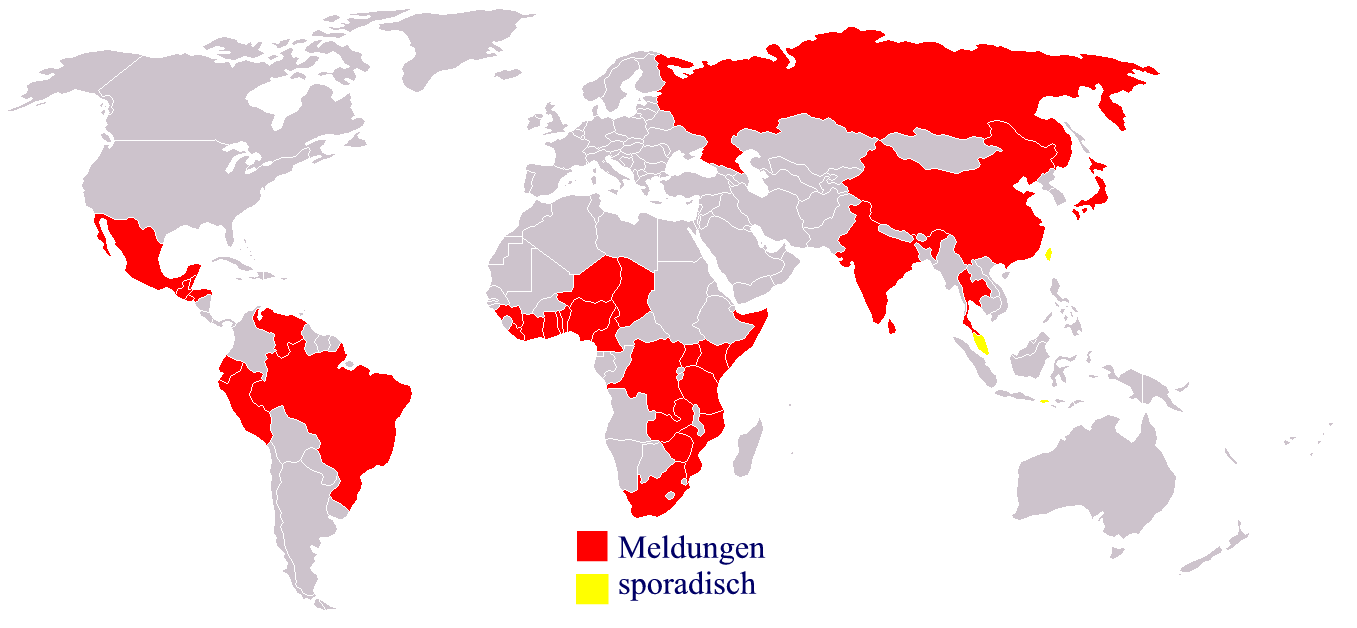
Choleraverbreitung auf der Welt (Stand 2004)

Der gesundheitliche Zustand der Bevölkerung in Entwicklungsländern ist oft problematisch. Dies äußert sich beispielsweise in einer geringen Lebenserwartung und einer hohen, jedoch stark rückläufigen Säuglingssterberate. Wegen mangelnder Hygiene in Slums (z. B. fehlende Abwasserreinigung) ist die Bevölkerung in Armenvierteln besonders anfällig für Krankheiten und Epidemien (zum Beispiel Cholera; siehe Abb. rechts).
Beispiele für volksgesundheitliche Merkmale:
- unzureichende und/oder ungesunde Ernährung
- Mangel an sauberem Trinkwasser
- fehlende Abwasserreinigung
- Gesundheitsmängel und unzureichende medizinische Versorgung
- Mängel in der schulischen Gesundheitserziehung
- unkontrollierte Ausbreitung von Pandemien (z. B. AIDS)

### Soziokulturelle Merkmale
Unter soziokulturellen Merkmalen versteht man das Zusammenwirken von gesellschaftlichen, kulturellen und religiösen Verhaltensweisen. Ein soziokulturelles Merkmal einiger Entwicklungsländer ist die Benachteiligung der Frauen, wodurch Entwicklungspotentiale blockiert werden. Eine Studie der Weltbank kam zu dem Ergebnis: „Investitionen in Bildung für Mädchen sind die wirksamsten Einzelinvestitionen, die ein Entwicklungsland vornehmen kann.“ Auch das entwicklungshemmende wirtschaftliche Verhalten einer reichen Oberschicht kann ein soziokulturelles Merkmal sein.
Weitere soziokulturelle Merkmale:
- starke Orientierung auf Primärgruppen (z. B. Familie/Sippe)
- geringe soziale Mobilität
- Kinderarbeit
- unzureichende Bildung, hohe Analphabetenquote
- Schatzbildung der Oberklasse, statt Reinvestitionen

### Politische Merkmale
Die politischen Probleme der Entwicklungsländer werden seit Ende der 1980er-Jahre wieder verstärkt berücksichtigt. Die politischen Merkmale sind dabei nicht nur die Folge des staatspolitischen Unvermögens der politischen Elite in einem Entwicklungsland, sondern auch der mangelnden Effizienz und Stabilität der politischen Institutionen sowie der defizitären Präsenz des Staates in den Provinzen. Das Funktionieren eines politischen Systems hängt weiterhin auch von der politischen Kultur eines Landes ab. Dazu kommt die Korruption, durch welche Staatseinnahmen nicht für Entwicklungsprogramme im eigenen Land, sondern für unsachgemäße Zwecke verwendet werden.
Weitere politische Merkmale sind:
- autoritärer Staat (undemokratische Strukturen, Militärdiktaturen)
- Verletzungen der Menschenrechte
- gewaltsame Konflikte mit umliegenden Staaten und hohe Rüstungsausgaben
- geringe Akzeptanz der politischen Institutionen in der Bevölkerung
- geringe Besteuerung der Spitzeneinkommen
- Klientelismus – vgl. auch Patronage
- politische Instabilität
- Bürgerkrieg oder bürgerkriegsähnlicher Zustand bis hin zum Verfall der Staatlichkeit überhaupt (Staatsverfall – vgl. auch Warlord)

### Kapitalmangel und unzureichende Faktorausstattung
Oft tauchen in Merkmallisten die Punkte „unzureichende Faktorausstattung“ oder „Kapitalmangel“ auf. Mit unzureichender Faktorausstattung bezeichnet man Merkmale, die aus dem Geodeterminismus abgeleitet werden können: ungünstige Klimabedingungen, fehlende Bodenfläche (zum Beispiel bei einem Inselstaat), Mangel an Bodenschätzen, Isolierung durch Binnenlage usw. Kritiker bezweifeln, dass eine unzureichende Faktorausstattung oder ein Kapitalmangel eines Landes zwangsläufig auf ein Entwicklungsland hinweist. Es handelt sich somit nicht um typischen Merkmale von Entwicklungsländern; das Fehlen von Wirtschaftsfaktoren und von Kapital kann durch andere Maßnahmen ausgeglichen werden.
Auch der umgekehrte Schluss ist nicht zulässig: Das Vorhandensein bestimmter natürlicher Gegebenheiten, wie zum Beispiel Klima, Böden oder insbesondere Rohstoffe, führt nicht automatisch zu einer Entwicklung. In einer Reihe von vielen anderen Faktoren kann es dabei beispielsweise auf die Rohstoffverarbeitung ankommen, die erst zur höheren Wertschöpfung führt oder auf eine geschickte Politik, die es vermag den Rohstoffreichtum in Entwicklung umzusetzen.
Der Kapitalmangel ist ebenfalls überbetont. Das Vorhandensein von Kapital macht noch keine Entwicklung eines Landes aus (Beispiel: ölexportierende Staaten). Folgende Punkte verhindern auch bei vorhandenem Kapital eine positive Entwicklung:
- Luxuskonsum: Dazu zählen Schatzbildungen der Oberklassen, Korruption, geringe Besteuerung der Spitzeneinkommen.
- Kapitalflucht
- Gewinntransfer: Der Gewinn ausländischer Unternehmen führt zu einem Kapitalabfluss eines Teils des im Inland erwirtschafteten Kapitals.
- hohe Ausgaben für Rüstung (Militär)
- Mangel an Good Governance: defizitäre Besteuerung (insbesondere der Oberschicht), ineffiziente und damit kostenaufwendige Verwaltungsstruktur, mangelnde Rechtssicherheit

## Die Einteilungen der UNO

### Weniger entwickelte Länder (LDCs) und am wenigsten entwickelte Länder (LLDCs)
Die Einteilung der Entwicklungsländer in weniger entwickelte Länder und am wenigsten entwickelte Länder ist im internationalen Bereich noch gebräuchlich, jedoch wird sie selbst von einigen UN-Organisationen nicht mehr unterschieden. Die Aussonderung der LLDC-Staaten erfolgte auf einer UN-Vollversammlung im Jahre 1971. Eine deutsche Entsprechung für diese Begriffe gibt es nicht. Nach einer Reform aus dem Jahre 1991 geschieht dies anhand von vier Kriterien:
1. Bruttoinlandsprodukt pro Kopf von durchschnittlich unter 900 US-Dollar in 3 Jahren
2. Wirtschaftlicher Verwundbarkeitsindex (EVI) – beschreibt die Verwundbarkeit von Gesellschaften und ersetzt den alten Index der ökonomischen Diversifizierung (EDI). Er orientiert sich an den Exporten, der Instabilität der Exporterlöse, der Agrarproduktion und dem Anteil von verarbeitender Industrie und Dienstleistungen am BIP.
3. Human Assets Index (HAI) – liefert Aussagen über soziale Merkmale wie Gesundheit und Bildung. Historisch ersetzt er den früheren Augmented Physical Quality of Life Index (APQLI). Er macht Angaben zur Verfügbarkeit von Nahrungsenergie pro Kopf in % des Minimalbedarfs, zur Kindersterblichkeitsrate, zur Alphabetisierungsrate unter Erwachsenen und zur Einschulungsrate in Sekundarschulen.
4. Eine Einwohnerzahl von maximal 75 Mio. Menschen

Die differenzierten zugrunde liegenden Indikatoren genießen weltweit eine hohe Akzeptanz. Kritisiert wird der Bevölkerungsindikator, aufgrund dessen diese Einteilung wenig über die tatsächliche Verteilung von Armut in der Welt aussagt, die mögliche politische Instrumentalisierung dieser Klassifizierung und dass die Einteilung sehr aufwendig zustande kommt.
Die Aufnahme in die LLDC-Länder kann für den betroffenen Staat durchaus begehrt sein, da in den Geberländern die Qualität der Entwicklungspolitik oft an ihrer Ausrichtung auf die LLDC-Staaten gemessen wird. Daher erhalten diese bevorzugt nichtrückzuzahlende Zuschüsse (Grants) oder Kredite zu günstigeren Bedingungen (International Development Association, IDA).

### UNO-Ländergruppierungen infolge der Ölkrise
Hinter den Abkürzungen „MSAC“, „LLDC“ und „SIDS“ verbergen sich weitere Klassifikationen der UNO. Die Bezeichnung „MSAC“ (englisch Most Seriously Affected Countries ‚Am stärksten betroffene Länder‘) entstand infolge der Ölkrise 1973 und bezeichnet ein UNO-Sonderprogramm für die am stärksten betroffenen Länder. Diese Unterteilung verschwand gegen Ende der 80er Jahre aus dem UN-Vokabular. Geblieben sind die Bezeichnungen „LLDC“ und „SIDS“.
Mit LLDC (englisch Landlocked Developing Countries für Entwicklungsländer ohne Meereszugang) werden Länder bezeichnet, deren Außenhandel unter ihrer küstenfernen Lage erheblich leidet. Dazu zählen vor allem Ruanda, Burundi, Nepal oder in Südamerika beispielsweise Bolivien. Durch ihre ungünstige Lage können sich sowohl Importe, als auch Exporte erheblich verteuern.
Die kleinen Inselentwicklungsländer (englisch Small Island Developing States, kurz SIDS) formierten sich später zur Allianz der kleinen Inselstaaten (englisch Association of Small Island States, kurz: AOSIS). Ihre Mitglieder vertreten gemeinsame Interessen beispielsweise in Umweltfragen wie z. B. Anstieg des Meeresspiegels, da die Inselstaaten von den Folgen der globalen Erwärmung besonders betroffen wären.

### Der Index der menschlichen Entwicklung (HDI)
| ≥ 0,900 0,850–0,899 0,800–0,849 0,750–0,799 | 0,700–0,749 0,650–0,699 0,600–0,649 0,550–0,599 | 0,500–0,549 0,450–0,499 0,400–0,449 ≤ 0,399 keine Daten |

| 0,800–1,000 (sehr hoch) 0,700–0,799 (hoch) 0,550–0,699 (mittel) | 0,350–0,549 (niedrig) Daten nicht verfügbar |

2021: HDI-Weltkarte, detailliert (veröffentlicht September 2022)

2021: HDI-Weltkarte, Gruppen (veröffentlicht September 2022)

Im Jahre 1990 wurde vom UNDP (United Nations Development Programme), dem Entwicklungsprogramm der Vereinten Nationen, der Versuch unternommen, einen Gegenentwurf zum eindimensionalen Konzept der Weltbank zu entwerfen. Dabei sollten zunehmend auch soziale Faktoren berücksichtigt werden. Der Index der menschlichen Entwicklung (HDI) wird im jährlich vom UNDP herausgegebenen Bericht über die menschliche Entwicklung (englisch Human Development Report, HDR) veröffentlicht.
Kritik am HDI kam zu großen Teilen aus politischen Motivationen: Frauengruppen beklagten sich über die hohe Position Japans, ostasiatische Länder gegen die Bewertung ihrer Menschenrechtslage und andere Länder wegen ihrer Eingruppierung vor oder hinter einem bestimmten anderen Land. Auf Antrag Indiens wird der HDI seit der Mitte der 1990er Jahre in offiziellen UN-Dokumenten nicht mehr erwähnt.

## Einteilungen der Weltbank

### Die klassische Einteilung der Weltbank nach dem Pro-Kopf-Einkommen
Im Unterschied zu den UNO-Einteilungen in LDC und LLDC misst die Weltbank die Förderungswürdigkeit eines Landes ausschließlich mit dem Pro-Kopf-Einkommen bzw. nach dem Bruttonationaleinkommen pro Kopf. Sie unterscheidet dabei vier Kategorien (die Obergrenzen können sich von Jahr zu Jahr ändern, aufgrund der Inflation mit steigender Tendenz):
- geringes mittleres Pro-Kopf-Einkommen: bis zu 1.045 US-Dollar im Jahr 2019 (27 Länder)
- untere mittlere Gruppe: 1.046 bis 4.095 US-Dollar (55 Länder)
- obere mittlere Gruppe: 4.096 bis 12.695 US-Dollar (55 Länder)
- hohes mittleres Pro-Kopf-Einkommen: mehr als 12.695 US-Dollar (80 Länder)

Die Weltbank benutzt diese Klassifizierung als analytische Datenbasis für ihre Kreditvergabepraxis. Im Sprachgebrauch der Bretton-Woods-Institutionen ist ansonsten der Begriff „Developing Countries“ gebräuchlich. Im Weiteren macht die Weltbank klar, dass die Einteilung in diese Gruppen nach Pro-Kopf-Einkommen nicht notwendigerweise den Entwicklungsstand eines Landes widerspiegelt.
Der große Vorteil dieser Klassifizierung ist ihre einfache Struktur. Aufgrund der oft erhobenen und berechtigten methodischen Einwände bei der Beschränkung auf das Pro-Kopf-Einkommen hat die Einteilung der Weltbank nur einen begrenzten Aussagewert über die Entwicklung einzelner Länder. Das hat aber auch einen Grund: Die Weltbank ist eine Bank und beschränkt sich naturgemäß und im Gegensatz zur UNO auf ökonomische Faktoren.

### Die Betonung der Schuldenlast
Aufgrund der großen entwicklungspolitischen Bedeutung der Schuldenlast der Entwicklungsländer hat die Weltbank die zusätzlichen Gruppen „SILIC“ (Schwer verschuldete Länder mit niedrigem Einkommen) und „SIMIC“ (Schwer verschuldete Länder mit mittlerem Einkommen) gebildet. Bei Letzteren gibt es die Abstufung in „mäßig verschuldet“ (MIMIC) und „wenig verschuldet“ (LIMIC).
„Schwer verschuldet“ bedeutet, dass drei von vier Kennziffern eine kritische Marke überschreiten. „Moderately indebted countries“ sind solche, die bei drei von vier Kennziffern 60 % der kritischen Marke überschreiten, diese aber nicht erreichen. Der Rest wird als „less indebted countries“ bezeichnet. Bei den vier Kennziffern handelt es sich um (die Werte in den Klammern geben die kritische Marke an):
- Verhältnis zwischen Schuldenstand und BNE (50 %)
- Schuldenquote (275 %)
- Schuldendienstquote (30 %)
- Zinslast am Schuldendienst (20 %)

Derzeit gelten 45 Länder als „severely indebted“ und 43 Länder als „moderately indebted“. Zu Letzteren zählen auch einige obere MIC wie die Türkei, Argentinien und Lettland.
Die vier Schlüsselindikatoren weisen auf zentrale Probleme der verschuldeten Entwicklungsländer hin. Allerdings ist die kritische Marke von entscheidender Bedeutung und deshalb heftig umstritten.
Während der 1990er Jahre konnte ein Teil der SILIC ihre Schuldenlast nicht mehr alleine tragen, sie wurden unter den Begriff Hochverschuldete Entwicklungsländer (Heavily Indebted Poor Countries, kurz: HIPC) zusammengefasst und 1996 in eine von Weltbank und Internationalem Währungsfonds (IWF) initiierte groß angelegte Entschuldungsinitiative, die sogenannte HIPC-Initiative, aufgenommen. Die erweiterte HIPC-Initiative umfasst derzeit 38 Länder, von denen aber nur 22 SILIC sind.

## Spezialfälle

### Die ölexportierenden Länder
Die Vorstellung von „reichen“ ölexportierenden Ländern (meist eine Projektion der reichen und kleinen Golfstaaten) ist falsch. In einer Rangfolge, die neben dem Pro-Kopf-Einkommen auch soziale Indikatoren berücksichtigt, schneiden beispielsweise die arabischen Staaten sehr schlecht ab. Durch ihre Erdölreserven und durch die Politik der OPEC konnten diese zwar gewaltige Einkommenssprünge verzeichnen, waren jedoch nicht in der Lage, ihre Produktivkräfte mit lebenswichtigen Gütern und Dienstleistungen zu versorgen. Ölmilliarden wurden für unproduktive Zwecke verwendet wie zum Beispiel Luxus oder den achtjährigen Krieg zwischen dem Irak und dem Iran. In Ländern wie Nigeria und Iran trugen die Einnahmen aus dem Ölgeschäft dazu bei, dass sich marode und menschenrechtsfeindliche Regime an der Macht halten konnten. Franz Nuscheler bezeichnet die ölexportierenden Länder daher auch als „Fata Morgana der Entwicklung“.
Ölexportierende Länder spielen in der Gruppe der Entwicklungsländer eine besondere Rolle: Sie haben ein Gut, das die Industrieländer unbedingt brauchen. Die OPEC-Staaten halten zirka 3/4 der weltweiten Ölreserven und im Nahen Osten befinden sich 2/3 der Weltreserven. Dadurch entsteht eine gestärkte weltpolitische Verhandlungsposition, die ihnen einiges an politischer Macht zukommen lässt. Man unterscheidet die ölexportierenden Länder daher aus guten Gründen von den LDC und LLDC. Sie haben durch ihre Öleinnahmen ein Potenzial für Entwicklung, welches andere Entwicklungsländer nicht haben. Diese Länder werden auch in der Zukunft weltpolitisch relevant bleiben, ganz im Gegensatz zu einigen anderen Entwicklungsländern, die nach dem Ende des Kalten Krieges in eine Irrelevanzfalle geraten sind. Die Industrieländer benötigen nach wie vor das begehrte Öl und somit werden die ölexportierenden Länder ihre strategische und geopolitische Bedeutung beibehalten.

### Schwellenländer
Schwellenländer (Newly Industrializing Economies) sind eine Gruppe von Staaten, die traditionell noch zu den Entwicklungsländern gezählt werden, aber nicht mehr deren typische Merkmale aufweisen. Deshalb werden sie begrifflich von den Entwicklungsländern getrennt. Die deutsche Bezeichnung suggeriert, dass sie an der Schwelle zum Industriestaat stehen, diese „Schwelle“ ist jedoch nicht definiert. Der englischsprachige Begriff entstand in den 70ern und bezog sich ursprünglich auf die asiatischen Tigerstaaten.
Von verschiedenen Seiten (Weltbank, OECD, IWF, EG) wurden in den letzten Jahrzehnten Listen mit Schwellenländern erstellt. Eine verbindliche Liste der Schwellenländer gibt es jedoch nicht, ihre Zahl schwankt je nach Liste zwischen 10 und 30. Die Weltbank und der Internationale Währungsfonds (IWF) kategorisieren jeweils 10 Länder als Schwellenländer. Die OECD weist hingegen wesentlich mehr Länder als Schwellenländer aus. Das Bundesministerium für wirtschaftliche Zusammenarbeit und Entwicklung (BMZ) und die Europäische Union unternahmen gemeinsam den Versuch, auch soziale und politische Indikatoren zur Bestimmung von Schwellenländern durchzusetzen, wurden jedoch auf internationaler Ebene abgewiesen. Daraufhin zog das BMZ seine 30 Schwellenländer umfassende Liste, die unter anderem auch Ecuador und Nicaragua enthielt, wieder zurück.

### Transformationsländer
Eine besondere Beachtung erfahren im Rahmen einer Einteilung der Entwicklungsländer die ehemaligen sozialistischen Staaten der ehemaligen Sowjetunion.
Folgende Gründe sprechen für eine eigene Ländergruppe:
- Ihre Entwicklungsdefizite haben andere historisch-kulturelle Ursachen als diejenigen typischer Entwicklungsländer. Sie durchlaufen typische Probleme beim Übergang von der Plan- zur Marktwirtschaft.
- Sie besitzen ein hoch entwickeltes Humankapital. Allerdings bestehen hier Unterschiede zwischen den kaukasischen, den zentralasiatischen und den europäischen Staaten.
- Sie besitzen eine ausdifferenzierte Industriestruktur und ein technologisches Entwicklungspotenzial und unterscheiden sich in diesem Punkt deutlich von den Entwicklungsländern.
- Die europäischen Staaten profitieren von ihrer Nähe zur EU, wodurch sie auf westliche Investoren und Zugang zum EU-Markt hoffen können.
- Russland ist noch immer militärische und politische potentielle Supermacht, Energiemacht, ständiges Mitglied im UN-Sicherheitsrat und ständiger Gast der G-7 (2006–2014 Vollmitglied).

Bei den Transformationsländern unterscheidet man zwischen den Ländern, die durch ihre kollektive Einbindung in die EU Teil der Ersten Welt geworden sind (Polen, Tschechien, Ungarn, Slowakei, Slowenien, Litauen, Lettland, Estland, Rumänien, Bulgarien) und den Newly Declining Countries (NDC), die weiterhin zwischen weiterem Abstieg und Stabilisierungsbemühungen stehen (vor allem Länder in Zentralasien, z. B. Usbekistan).
Eine Reihe von Staaten ist zurzeit weder der einen noch der anderen Gruppe zuzuordnen. Durch die gestiegenen Rohstoffpreise ist die Wirtschaft in Kasachstan und in Aserbaidschan in den letzten Jahren nominell stark gewachsen; zu welcher Gruppe diese beiden Länder in Zukunft gehören werden, hängt davon ab, ob die Einnahmen erfolgreich zu einer Diversifizierung der Wirtschaft und einer Verbesserung des Bildungssystems verwandt werden. In Georgien wurden seit dem Amtsantritt Micheil Saakaschwilis Wirtschaftsreformen durchgeführt, außerdem profitiert das Land von Transiteinnahmen der 2006 eingeweihten Baku-Tiflis-Ceyhan-Pipeline. Georgien verfolgt inzwischen das Ziel, Mitglied der EU und der NATO zu werden. Armenien weist seit 2002 ein zweistelliges Wirtschaftswachstum auf. Seit dem Abschluss der ersten Phase der Osterweiterung interessiert sich die EU zunehmend für den Kaukasus (genauer: Transkaukasien, d. h. Georgien, Armenien und Aserbaidschan). Im Rahmen der Europäischen Nachbarschaftspolitik werden wohl noch 2006 Partnerschafts- und Kooperationsverträge mit den drei genannten Ländern abgeschlossen.

### Gescheiterte Staaten
Durch die gewaltsamen und blutigen Konflikte in den 1990er Jahren wurde die Gruppe der Gescheiterten Staaten (Failed States) gebildet. Als Ländergruppe tauchen die Gescheiterten Staaten erstmals in einem Artikel von Le Monde diplomatique 1999 auf. Sie sind charakterisiert durch den vollständigen Kollaps des Staatsapparats, wobei der Staat (bzw. Reste davon) nicht mehr fähig ist, sein Territorium zu kontrollieren, keine staatlichen Dienstleistungen mehr anbietet und eine politische Ordnung nicht mehr erkennbar ist. Diese Länder fallen dadurch sowohl aus dem Erklärungsbereich der Entwicklungstheorien als auch aus dem Zielgebiet der Entwicklungspolitik. Zu ihnen zählen mehrheitlich afrikanische Staaten wie beispielsweise DR Kongo, Liberia, Somalia und Sierra Leone.
Darüber hinaus schafft das hier entstehende Ordnungsvakuum besondere Anforderungen an die Entwicklungspolitik und Sicherheitspolitik, da die Krisen solcher Länder die Entwicklung und Sicherheit ganzer Regionen und schließlich der ganzen Welt bedrohen (internationaler Terrorismus). Wie mit solchen Staaten umgegangen werden soll, ist globalpolitisch noch unklar.